# Rośliny jare
Rośliny jare – uprawne rośliny jednoroczne, których cały cykl rozwojowy zachodzi w jednym okresie wegetacyjnym. Do kwitnienia nie potrzebują okresu niskich temperatur (jaryzacji).
Do roślin jarych należą m.in.:
- gryka zwyczajna
- kukurydza zwyczajna
- jęczmień jary
- owies
- pszenica jara
- proso zwyczajne
- pszenżyto jare
- żyto jare
- ziemniak
- słonecznik zwyczajny
- łubin żółty
- gorczyca
- wyka jara
- bobik
- mak lekarski
- konopie siewne